# Lista över frankiska kungar
Lista över frankiska kungar är en förteckning över de personer, som var kungar över Frankerriket från det att riket uppstod ur spillrorna av det romerska riket under 400-talet till slutet av 900-talet, då capetingerna tog över styret och istället blev kungar av Frankrike.
Den germanska stammen frankerna leddes ursprungligen av befälhavare med den romerska titeln dux (en militär titel som betecknade befälhavare, vilken har utvecklats till det moderna franska ordet duc, italienska duca och engelska duke, vilka alla betyder hertig) och så kallade reguli (småkungar). Bland frankerna blev så småningom de saliska merovingerna den dominerande gruppen och erövrade större delen av det romerska Gallien. De besegrade också visigoterna 507. Klodvig I:s söner besegrade också burgunderna och alemannerna samt erövrade Provence och gjorde bavarierna (i nuvarande Bayern) och thüringarna (i nuvarande Thüringen) till sina vasaller.
Under 700-talet ersattes merovingerna av en ny kungaätt vid namn karolingerna, vilka själva i slutet av 800-talet i större delen av riket ersattes av andra ätter. Titeln "Kung över frankerna" (latin: Rex Francorum) försvann gradvis under 1100- och 1200-talen.
En uppställning över de frankiska härskarna är problematisk att upprätta, eftersom riket, enligt gammal germansk sed, ofta delades mellan en härskares söner vid hans död men så småningom förenades.

## De saliska frankernas härskare
| Namn Svenska · Modern franska               | Bild                                                    | Födelse                                                                         | Tillträde                                      | Frånträde                                       | Död                             | Källor |
| ------------------------------------------- | ------------------------------------------------------- | ------------------------------------------------------------------------------- | ---------------------------------------------- | ----------------------------------------------- | ------------------------------- | ------ |
| Chlodio (den långhårige) Clodion le Chevelu | Porträtt av Chlodio på en medalj från 1720              | Omkring 392 eller 395 möjligen son till Theudemeres eller Pharamond och Argotta | Kung 426                                       | Omkring 445, 447, 448 eller 449                 | Omkring 445, 447, 448 eller 449 |        |
| Merovech Mérovée                            | Porträtt av Merovech på en medalj från 1720             | Omkring 411 eller 412 möjligen son till Chlodio                                 | Kung omkring 447 eller 448 efter Chlodios död  | Omkring 456 eller 458                           | Omkring 456 eller 458           |        |
| Childerik I Childéric I                     | Childeriks signetring                                   | Omkring 436 eller 437 möjligen son till Merovech                                | Kung omkring 457 eller 458 efter Merovechs död | 481 eller 482                                   | 481 eller 482                   |        |
| Klodvig I Clovis I                          | Målning av Klodvig från 1835 av François-Louis Dejuinne | Omkring 466 son till Childerik I och Basina av Thüringen                        | Kung 481 eller 482 efter Childerik I:s död     | 509 då han istället blev kung över alla franker |                                 |        |
| Namn Svenska · Modern franska               | Bild                                                    | Födelse                                                                         | Tillträde                                      | Frånträde                                       | Död                             | Källor |

## Merovingerna
Klodvig I enade alla frankiska småkungadömen och det mesta av det romerska Gallien under sitt styre. Han erövrade Soissons från den romerske generalen Syagrius och det visigotiska kungariket Toulouse. Så småningom tog han säte i Paris, som tillsammans med Soissons, Reims, Metz och Orléans blev huvudresidens för den merovingiska kungaätten.
| Namn Svenska · Modern franska | Bild                                                    | Födelse | Tillträde                  | Frånträde               | Död                     | Källor |
| ----------------------------- | ------------------------------------------------------- | ------- | -------------------------- | ----------------------- | ----------------------- | ------ |
| Klodvig I Clovis I            | Målning av Klodvig från 1835 av François-Louis Dejuinne |         | Kung över alla franker 509 | 27 november 511 i Paris | 27 november 511 i Paris |        |
| Namn Svenska · Modern franska | Bild                                                    | Födelse | Tillträde                  | Frånträde               | Död                     | Källor |

Efter Klodvigs död delades riket mellan hans fyra söner.
| Soissons                                   | Soissons                                                                                        | Soissons                                                         | Soissons                                 | Soissons                                           | Soissons | Paris                         | Paris                                                                | Paris                                                 | Paris                                    | Paris           | Paris           | Orléans                         | Orléans | Orléans                                     | Orléans                                  | Orléans                 | Orléans                 | Reims                         | Reims                                        | Reims                                                 | Reims                                    | Reims     | Reims |
| Namn Svenska · Modern franska              | Bild                                                                                            | Födelse                                                          | Tillträde                                | Frånträde                                          | Död      | Namn Svenska · Modern franska | Bild                                                                 | Födelse                                               | Tillträde                                | Frånträde       | Död             | Namn Svenska · Modern franska   | Bild    | Födelse                                     | Tillträde                                | Frånträde               | Död                     | Namn Svenska · Modern franska | Bild                                         | Födelse                                               | Tillträde                                | Frånträde | Död   |
| ------------------------------------------ | ----------------------------------------------------------------------------------------------- | ---------------------------------------------------------------- | ---------------------------------------- | -------------------------------------------------- | -------- | ----------------------------- | -------------------------------------------------------------------- | ----------------------------------------------------- | ---------------------------------------- | --------------- | --------------- | ------------------------------- | ------- | ------------------------------------------- | ---------------------------------------- | ----------------------- | ----------------------- | ----------------------------- | -------------------------------------------- | ----------------------------------------------------- | ---------------------------------------- | --------- | ----- |
| Chlothar I (den gamle) Clotaire I le Vieux |                                                                                                 | Omkring 495 eller 498 i Soissons son till Klodvig I och Clotilda | Kung 27 november 511 vid Klodvig I:s död | 13 december 558 då han blev kung över alla franker |          | Childebert I                  |                                                                      | Omkring 496 eller 497 son till Klodvig I och Clotilda | Kung 27 november 511 vid Klodvig I:s död | 13 december 558 | 13 december 558 | Chlodomer Clodomir              |         | Omkring 495 son till Klodvig I och Clotilda | Kung 27 november 511 vid Klodvig I:s död | 25 juni 524 i Vézeronce | 25 juni 524 i Vézeronce | Theoderik I Thierry I         | Porträtt av Theoderik på en medalj från 1720 | Omkring 485 eller 490 son till Klodvig I och Clotilda | Kung 27 november 511 vid Klodvig I:s död | 534       | 534   |
| Chlothar I (den gamle) Clotaire I le Vieux | Chlodomers del av riket togs efter hans död över av brodern Childebert I av Paris.              | Omkring 495 eller 498 i Soissons son till Klodvig I och Clotilda | Kung 27 november 511 vid Klodvig I:s död | 13 december 558 då han blev kung över alla franker |          | Childebert I                  |                                                                      | Omkring 496 eller 497 son till Klodvig I och Clotilda | Kung 27 november 511 vid Klodvig I:s död | 13 december 558 | 13 december 558 |                                 |         |                                             |                                          |                         |                         | Theoderik I Thierry I         | Porträtt av Theoderik på en medalj från 1720 | Omkring 485 eller 490 son till Klodvig I och Clotilda | Kung 27 november 511 vid Klodvig I:s död | 534       | 534   |
| Chlothar I (den gamle) Clotaire I le Vieux | Theodebert I Théodebert I                                                                       | Omkring 495 eller 498 i Soissons son till Klodvig I och Clotilda | Kung 27 november 511 vid Klodvig I:s död | 13 december 558 då han blev kung över alla franker |          | Childebert I                  | Omkring 500 eller 504 son till Theoderik I och Suavegotta av Burgund | Omkring 496 eller 497 son till Klodvig I och Clotilda | Kung 27 november 511 vid Klodvig I:s död | 13 december 558 | 13 december 558 | Kung 534 vid Theoderik I:s död  | 548     | 548                                         |                                          |                         |                         |                               |                                              |                                                       |                                          |           |       |
| Chlothar I (den gamle) Clotaire I le Vieux | Theodebald I Théodebald I                                                                       | Omkring 495 eller 498 i Soissons son till Klodvig I och Clotilda | Kung 27 november 511 vid Klodvig I:s död | 13 december 558 då han blev kung över alla franker |          | Childebert I                  | 535 son till Theodebert I och Deuteria                               | Omkring 496 eller 497 son till Klodvig I och Clotilda | Kung 27 november 511 vid Klodvig I:s död | 13 december 558 | 13 december 558 | Kung 548 vid Theodebert I:s död | 555     | 555                                         |                                          |                         |                         |                               |                                              |                                                       |                                          |           |       |
| Chlothar I (den gamle) Clotaire I le Vieux | Theodebald I:s del av riket togs efter hans död över av faderns farbror Chlothar I av Soissons. | Omkring 495 eller 498 i Soissons son till Klodvig I och Clotilda | Kung 27 november 511 vid Klodvig I:s död | 13 december 558 då han blev kung över alla franker |          | Childebert I                  |                                                                      | Omkring 496 eller 497 son till Klodvig I och Clotilda | Kung 27 november 511 vid Klodvig I:s död | 13 december 558 | 13 december 558 |                                 |         |                                             |                                          |                         |                         |                               |                                              |                                                       |                                          |           |       |
| Chlothar I (den gamle) Clotaire I le Vieux | Childebert I:s del av riket togs efter hans död över av brodern Chlothar I av Soissons.         | Omkring 495 eller 498 i Soissons son till Klodvig I och Clotilda | Kung 27 november 511 vid Klodvig I:s död | 13 december 558 då han blev kung över alla franker |          |                               |                                                                      |                                                       |                                          |                 |                 |                                 |         |                                             |                                          |                         |                         |                               |                                              |                                                       |                                          |           |       |
| Namn Svenska · Modern franska              | Bild                                                                                            | Födelse                                                          | Tillträde                                | Frånträde                                          | Död      | Namn Svenska · Modern franska | Bild                                                                 | Födelse                                               | Tillträde                                | Frånträde       | Död             | Namn Svenska · Modern franska   | Bild    | Födelse                                     | Tillträde                                | Frånträde               | Död                     | Namn Svenska · Modern franska | Bild                                         | Födelse                                               | Tillträde                                | Frånträde | Död   |
| Soissons                                   | Soissons                                                                                        | Soissons                                                         | Soissons                                 | Soissons                                           | Soissons | Paris                         | Paris                                                                | Paris                                                 | Paris                                    | Paris           | Paris           | Orléans                         | Orléans | Orléans                                     | Orléans                                  | Orléans                 | Orléans                 | Reims                         | Reims                                        | Reims                                                 | Reims                                    | Reims     | Reims |

Vid de olika kungarnas död togs deras riken så småningom över av deras bröder vilket ledde till att Chlothar I 558 var den ende kvarvarande regenten och då åter blev kung över alla franker.
| Namn Svenska · Modern franska              | Bild | Födelse | Tillträde                                                       | Frånträde                                    | Död                                          | Källor |
| ------------------------------------------ | ---- | ------- | --------------------------------------------------------------- | -------------------------------------------- | -------------------------------------------- | ------ |
| Chlothar I (den gamle) Clotaire I le Vieux |      |         | Kung över alla franker 13 december 558 efter Childebert I:s död | 29 november eller 31 december 561 i Soissons | 29 november eller 31 december 561 i Soissons |        |
| Namn Svenska · Modern franska              | Bild | Födelse | Tillträde                                                       | Frånträde                                    | Död                                          | Källor |

Efter Chlothar I:s död delades riket på nytt mellan hans fyra söner. Huvudsätena för de fyra rikena blev åter Soissons, Paris, Orléans och Reims. Sedan Paris härskare Charibert I snart hade dött kom Parisriket att skifta hand mellan de olika övriga härskarna, innan det helt övertogs av Soissons. De återstående tre rikena blev så småningom de tre rikena Neustrien i väster (Soissons), Burgund i mitten (Orléans) och Austrasien i öster (Reims).
| Soissons (så småningom Neustrien)                              | Soissons (så småningom Neustrien)                                                                        | Soissons (så småningom Neustrien)                                                 | Soissons (så småningom Neustrien)                                                 | Soissons (så småningom Neustrien)                                                 | Soissons (så småningom Neustrien)                                                 | Paris                                                                                   | Paris                                                                                            | Paris                                                | Paris                                      | Paris                                    | Paris          | Orléans (så småningom Burgund) | Orléans (så småningom Burgund)                                                    | Orléans (så småningom Burgund)                                                 | Orléans (så småningom Burgund)                                                 | Orléans (så småningom Burgund)                                                 | Orléans (så småningom Burgund)                                                 | Reims (så småningom Austrasien)                                                | Reims (så småningom Austrasien) | Reims (så småningom Austrasien)    | Reims (så småningom Austrasien)            | Reims (så småningom Austrasien) | Reims (så småningom Austrasien) |
| Namn Svenska · Modern franska                                  | Bild | Födelse                                                                           | Tillträde                                                                         | Frånträde                                                                         | Död                                                                               | Namn Svenska · Modern franska                                                           | Bild                                                                                             | Födelse                                              | Tillträde                                  | Frånträde                                | Död            | Namn Svenska · Modern franska  | Bild                                                                              | Födelse                                                                        | Tillträde                                                                      | Frånträde                                                                      | Död                                                                            | Namn Svenska · Modern franska                                                  | Bild                            | Födelse                            | Tillträde                                  | Frånträde                       | Död                             |
| -------------------------------------------------------------- | --- | --------------------------------------------------------------------------------- | --------------------------------------------------------------------------------- | --------------------------------------------------------------------------------- | --------------------------------------------------------------------------------- | --------------------------------------------------------------------------------------- | ------------------------------------------------------------------------------------------------ | ---------------------------------------------------- | ------------------------------------------ | ---------------------------------------- | -------------- | ------------------------------ | --------------------------------------------------------------------------------- | ------------------------------------------------------------------------------ | ------------------------------------------------------------------------------ | ------------------------------------------------------------------------------ | ------------------------------------------------------------------------------ | ------------------------------------------------------------------------------ | ------------------------------- | ---------------------------------- | ------------------------------------------ | ------------------------------- | ------------------------------- |
| Chilperik I Chilpéric I                                        | Porträtt av Chilperik I på en medalj från 1720                                                           | Mellan 525 och 527 son till Chlothar I och Aregund                                | Kung i december 561 efter Chlothar I:s död                                        | September 584                                                                     | September 584                                                                     | Charibert I Caribert I                                                                  | Porträtt av Charibert I på en medalj från 1720                                                   | Omkring 517 eller 521 son till Chlothar I och Ingund | Kung i december 561 efter Chlothar I:s död | 567 i Chelles                            | 567 i Chelles  | Gunthchramn Gontran            |                                                                                   | Omkring 525 eller 528 i Soissons son till Chlothar I och Ingund                | Kung i december 561 efter Chlothar I:s död                                     | 28 mars 592 i Chalon-sur-Saône                                                 | 28 mars 592 i Chalon-sur-Saône                                                 | Sigibert I Sigebert I                                                          | 1500-talsporträtt av Sigibert I | 535 son till Chlothar I och Ingund | Kung i december 561 efter Chlothar I:s död | December 575 i Vitry-en-Artois  | December 575 i Vitry-en-Artois  |
| Chilperik I Chilpéric I                                        | Porträtt av Chilperik I på en medalj från 1720                                                           | Mellan 525 och 527 son till Chlothar I och Aregund                                | Kung i december 561 efter Chlothar I:s död                                        | September 584                                                                     | September 584                                                                     | Charibert I:s del av riket togs efter hans död över av brodern Chilperik I av Soissons. |                                                                                                  |                                                      |                                            |                                          |                | Gunthchramn Gontran            |                                                                                   | Omkring 525 eller 528 i Soissons son till Chlothar I och Ingund                | Kung i december 561 efter Chlothar I:s död                                     | 28 mars 592 i Chalon-sur-Saône                                                 | 28 mars 592 i Chalon-sur-Saône                                                 | Sigibert I Sigebert I                                                          | 1500-talsporträtt av Sigibert I | 535 son till Chlothar I och Ingund | Kung i december 561 efter Chlothar I:s död | December 575 i Vitry-en-Artois  | December 575 i Vitry-en-Artois  |
| Chilperik I Chilpéric I                                        | Porträtt av Chilperik I på en medalj från 1720                                                           | Mellan 525 och 527 son till Chlothar I och Aregund                                | Kung i december 561 efter Chlothar I:s död                                        | September 584                                                                     | September 584                                                                     | Childebert II                                                                           | Gunthchramn (till vänster) och Childebert (till höger) på en målning från 1400-talet             | 6 april 570 son till Sigibert I och Brunhilda        | Kung 575 efter Sigibert I:s död            | Mars 596                                 | Mars 596       | Gunthchramn Gontran            |                                                                                   | Omkring 525 eller 528 i Soissons son till Chlothar I och Ingund                | Kung i december 561 efter Chlothar I:s död                                     | 28 mars 592 i Chalon-sur-Saône                                                 | 28 mars 592 i Chalon-sur-Saône                                                 |                                                                                |                                 |                                    |                                            |                                 |                                 |
| Chlothar II (den store/den unge) Clotaire II le Grand/le Jeune | | Våren 584 son till Chilperik I och Fredegund                                      | Kung hösten 584 efter Chilperik I:s död                                           | 10 oktober 613 då han blev kung över alla franker                                 |                                                                                   | Childebert II                                                                           | Gunthchramn (till vänster) och Childebert (till höger) på en målning från 1400-talet             | 6 april 570 son till Sigibert I och Brunhilda        | Kung 575 efter Sigibert I:s död            | Mars 596                                 | Mars 596       | Gunthchramn Gontran            | Efter Chilperik I:s död övertogs Parisdelen av brodern Gunthchramn av Orléans.    | Efter Chilperik I:s död övertogs Parisdelen av brodern Gunthchramn av Orléans. | Efter Chilperik I:s död övertogs Parisdelen av brodern Gunthchramn av Orléans. | Efter Chilperik I:s död övertogs Parisdelen av brodern Gunthchramn av Orléans. | Efter Chilperik I:s död övertogs Parisdelen av brodern Gunthchramn av Orléans. | Efter Chilperik I:s död övertogs Parisdelen av brodern Gunthchramn av Orléans. |                                 |                                    |                                            |                                 |                                 |
| Chlothar II (den store/den unge) Clotaire II le Grand/le Jeune | Efter Gunthchramns död övertogs Orléansriket (inklusive Parisdelen) av brorsonen Childebert II av Reims. | Våren 584 son till Chilperik I och Fredegund                                      | Kung hösten 584 efter Chilperik I:s död                                           | 10 oktober 613 då han blev kung över alla franker                                 |                                                                                   | Childebert II                                                                           | Gunthchramn (till vänster) och Childebert (till höger) på en målning från 1400-talet             | 6 april 570 son till Sigibert I och Brunhilda        | Kung 575 efter Sigibert I:s död            | Mars 596                                 | Mars 596       |                                |                                                                                   |                                                                                |                                                                                |                                                                                |                                                                                |                                                                                |                                 |                                    |                                            |                                 |                                 |
| Chlothar II (den store/den unge) Clotaire II le Grand/le Jeune | Efter Childebert II:s död övertogs Parisdelen av kusinen Chlothar II av Soissons.                        | Efter Childebert II:s död övertogs Parisdelen av kusinen Chlothar II av Soissons. | Efter Childebert II:s död övertogs Parisdelen av kusinen Chlothar II av Soissons. | Efter Childebert II:s död övertogs Parisdelen av kusinen Chlothar II av Soissons. | Efter Childebert II:s död övertogs Parisdelen av kusinen Chlothar II av Soissons. | Efter Childebert II:s död övertogs Parisdelen av kusinen Chlothar II av Soissons.       | Theoderik II Thierry II                                                                          | Porträtt av Theoderik II på en medalj från 1720      | 587 son till Childebert II och Faluba      | Kung våren 596 efter Childebert II:s död | 613            | 613                            | Theodebert II Théodebert II                                                       | Mynt präglat under Theodebert II:s tid med hans stiliserade bild på            | 585 son till Childebert II och Faluba                                          | Kung våren 596 efter Childebert II:s död                                       | 612                                                                            | 612                                                                            |                                 |                                    |                                            |                                 |                                 |
| Chlothar II (den store/den unge) Clotaire II le Grand/le Jeune | Efter Childebert II:s död övertogs Parisdelen av kusinen Chlothar II av Soissons.                        | Efter Childebert II:s död övertogs Parisdelen av kusinen Chlothar II av Soissons. | Efter Childebert II:s död övertogs Parisdelen av kusinen Chlothar II av Soissons. | Efter Childebert II:s död övertogs Parisdelen av kusinen Chlothar II av Soissons. | Efter Childebert II:s död övertogs Parisdelen av kusinen Chlothar II av Soissons. | Efter Childebert II:s död övertogs Parisdelen av kusinen Chlothar II av Soissons.       | Theoderik II Thierry II                                                                          | Porträtt av Theoderik II på en medalj från 1720      | 587 son till Childebert II och Faluba      | Kung våren 596 efter Childebert II:s död | 613            | 613                            | Efter Theodebert II:s död övertogs Reimsriket av brodern Theoderik II av Orléans. |                                                                                |                                                                                |                                                                                |                                                                                |                                                                                |                                 |                                    |                                            |                                 |                                 |
| Chlothar II (den store/den unge) Clotaire II le Grand/le Jeune | Efter Childebert II:s död övertogs Parisdelen av kusinen Chlothar II av Soissons.                        | Efter Childebert II:s död övertogs Parisdelen av kusinen Chlothar II av Soissons. | Efter Childebert II:s död övertogs Parisdelen av kusinen Chlothar II av Soissons. | Efter Childebert II:s död övertogs Parisdelen av kusinen Chlothar II av Soissons. | Efter Childebert II:s död övertogs Parisdelen av kusinen Chlothar II av Soissons. | Efter Childebert II:s död övertogs Parisdelen av kusinen Chlothar II av Soissons.       | Sigibert II Sigebert II                                                                          |                                                      | 602 son till Theoderik II och Ermenberga   | Kung 613 efter Theoderik II:s död        | 10 oktober 613 | 10 oktober 613                 |                                                                                   |                                                                                |                                                                                |                                                                                |                                                                                |                                                                                |                                 |                                    |                                            |                                 |                                 |
| Chlothar II (den store/den unge) Clotaire II le Grand/le Jeune | Efter Childebert II:s död övertogs Parisdelen av kusinen Chlothar II av Soissons.                        | Efter Childebert II:s död övertogs Parisdelen av kusinen Chlothar II av Soissons. | Efter Childebert II:s död övertogs Parisdelen av kusinen Chlothar II av Soissons. | Efter Childebert II:s död övertogs Parisdelen av kusinen Chlothar II av Soissons. | Efter Childebert II:s död övertogs Parisdelen av kusinen Chlothar II av Soissons. | Efter Childebert II:s död övertogs Parisdelen av kusinen Chlothar II av Soissons.       | Efter Sigibert II:s död övertogs Orléansriket (inklusive Reimsriket) av Chlothar II av Soissons. |                                                      |                                            |                                          |                |                                |                                                                                   |                                                                                |                                                                                |                                                                                |                                                                                |                                                                                |                                 |                                    |                                            |                                 |                                 |
| Namn Svenska · Modern franska                                  | Bild | Födelse                                                                           | Tillträde                                                                         | Frånträde                                                                         | Död                                                                               | Namn Svenska · Modern franska                                                           | Bild                                                                                             | Födelse                                              | Tillträde                                  | Frånträde                                | Död            | Namn Svenska · Modern franska  | Bild                                                                              | Födelse                                                                        | Tillträde                                                                      | Frånträde                                                                      | Död                                                                            | Namn Svenska · Modern franska                                                  | Bild                            | Födelse                            | Tillträde                                  | Frånträde                       | Död                             |
| Soissons (så småningom Neustrien)                              | Soissons (så småningom Neustrien)                                                                        | Soissons (så småningom Neustrien)                                                 | Soissons (så småningom Neustrien)                                                 | Soissons (så småningom Neustrien)                                                 | Soissons (så småningom Neustrien)                                                 | Paris                                                                                   | Paris                                                                                            | Paris                                                | Paris                                      | Paris                                    | Paris          | Orléans (så småningom Burgund) | Orléans (så småningom Burgund)                                                    | Orléans (så småningom Burgund)                                                 | Orléans (så småningom Burgund)                                                 | Orléans (så småningom Burgund)                                                 | Orléans (så småningom Burgund)                                                 | Reims (så småningom Austrasien)                                                | Reims (så småningom Austrasien) | Reims (så småningom Austrasien)    | Reims (så småningom Austrasien)            | Reims (så småningom Austrasien) | Reims (så småningom Austrasien) |

Chlothar II tog så småningom över alla de tre övriga rikena och vid Sigibert II:s död 613 var han den ende återstående härskaren. Därmed blev han då kung över alla franker. Redan 623 delades riket emellertid ånyo, då han utnämnde sin son Dagobert I till kung av Austrasien som tack för detta rikes hjälp vid hans enande av Frankerriket. Chlothar II behöll dock titeln som kung över alla franker.
| Namn Svenska · Modern franska                                  | Bild | Födelse | Tillträde                                                     | Frånträde                                          | Död | Källor |
| -------------------------------------------------------------- | ---- | ------- | ------------------------------------------------------------- | -------------------------------------------------- | --- | ------ |
| Chlothar II (den store/den unge) Clotaire II le Grand/le Jeune |      |         | Kung över alla franker 10 oktober 613 efter Sigibert II:s död | 623 då hans son Dagobert I blev kung av Austrasien |     |        |
| Namn Svenska · Modern franska                                  | Bild | Födelse | Tillträde                                                     | Frånträde                                          | Död | Källor |

623 blev Dagobert I kung av Austrasien och vid faderns död 629 övertog han styret över resten av Frankerriket. Samtidigt utnämnde han dock sin bror Charibert II till kung av Akvitanien. Efter dennes son Chilperiks död 632 enades riket på nytt under Dagoberts styre.
| Neustrien & Burgund                                            | Neustrien & Burgund | Neustrien & Burgund | Neustrien & Burgund                                                 | Neustrien & Burgund | Neustrien & Burgund | Austrasien                    | Austrasien | Austrasien                                                   | Austrasien                          | Austrasien                           | Austrasien |
| Namn Svenska · Modern franska                                  | Bild                | Födelse             | Tillträde                                                           | Frånträde           | Död                 | Namn Svenska · Modern franska | Bild       | Födelse                                                      | Tillträde                           | Frånträde                            | Död        |
| -------------------------------------------------------------- | ------------------- | ------------------- | ------------------------------------------------------------------- | ------------------- | ------------------- | ----------------------------- | ---------- | ------------------------------------------------------------ | ----------------------------------- | ------------------------------------ | ---------- |
| Chlothar II (den store/den unge) Clotaire II le Grand/le Jeune |                     |                     | Kung 623 då han utnämnde sin son Dagobert I till kung av Austrasien | 18 oktober 629      | 18 oktober 629      | Dagobert I                    |            | Omkring 602, 603 eller 605 son till Chlothar II och Bertrude | Kung 623 då hans far utnämnde honom | 18 oktober 629 vid Chlothar II:s död |            |
| Namn Svenska · Modern franska                                  | Bild                | Födelse             | Tillträde                                                           | Frånträde           | Död                 | Namn Svenska · Modern franska | Bild       | Födelse                                                      | Tillträde                           | Frånträde                            | Död        |
| Neustrien & Burgund                                            | Neustrien & Burgund | Neustrien & Burgund | Neustrien & Burgund                                                 | Neustrien & Burgund | Neustrien & Burgund | Austrasien                    | Austrasien | Austrasien                                                   | Austrasien                          | Austrasien                           | Austrasien |

Vid Chlothar II:s död 629 blev Dagobert I kung över hela riket, men utnämnde direkt sin bror Charibert II till kung av Akvitanien. Denne efterträddes 632 av sin son Chilperik, som dock dog redan samma år. Då blev Dagobert på nytt kung över hela riket.
| Neustrien, Burgund & Austrasien | Neustrien, Burgund & Austrasien | Neustrien, Burgund & Austrasien | Neustrien, Burgund & Austrasien           | Neustrien, Burgund & Austrasien | Neustrien, Burgund & Austrasien        | Akvitanien                         | Akvitanien                                                         | Akvitanien                                      | Akvitanien                                | Akvitanien                                | Akvitanien                                |
| Namn Svenska · Modern franska   | Bild                            | Födelse                         | Tillträde                                 | Frånträde                       | Död                                    | Namn Svenska · Modern franska      | Bild                                                               | Födelse                                         | Tillträde                                 | Frånträde                                 | Död                                       |
| ------------------------------- | ------------------------------- | ------------------------------- | ----------------------------------------- | ------------------------------- | -------------------------------------- | ---------------------------------- | ------------------------------------------------------------------ | ----------------------------------------------- | ----------------------------------------- | ----------------------------------------- | ----------------------------------------- |
| Dagobert I                      |                                 |                                 | Kung 18 oktober 629 vid Chlothar II:s död | 632 vid Chilperiks död          |                                        | Charibert II Caribert II           | Mynt präglat under Charibert II:s tid med hans stiliserade bild på | 606 eller 610 son till Chlothar II och Sichilde | Kung 18 oktober 629 vid Chlothar II:s död | 8 april 632 mördad på order av Dagobert I | 8 april 632 mördad på order av Dagobert I |
| Dagobert I                      | Chilperik Chilpéric             |                                 | Kung 18 oktober 629 vid Chlothar II:s död | 632 vid Chilperiks död          | 632 son till Charibert II och Fulberta | 8 april 632 vid Charibert II:s död | 632 mördad på order av Dagobert I                                  | 632 mördad på order av Dagobert I               |                                           |                                           |                                           |
| Namn Svenska · Modern franska   | Bild                            | Födelse                         | Tillträde                                 | Frånträde                       | Död                                    | Namn Svenska · Modern franska      | Bild                                                               | Födelse                                         | Tillträde                                 | Frånträde                                 | Död                                       |
| Neustrien, Burgund & Austrasien | Neustrien, Burgund & Austrasien | Neustrien, Burgund & Austrasien | Neustrien, Burgund & Austrasien           | Neustrien, Burgund & Austrasien | Neustrien, Burgund & Austrasien        | Akvitanien                         | Akvitanien                                                         | Akvitanien                                      | Akvitanien                                | Akvitanien                                | Akvitanien                                |

Sedan Dagobert I hade låtit mörda både sin bror och brorson blev han kortvarigt kung över alla franker utan motregent. Redan 634 lät han dock dela riket på nytt, genom att utnämna sin son Sigibert III till kung av Austrasien.
| Namn Svenska · Modern franska | Bild | Födelse | Tillträde                                     | Frånträde                                                      | Död | Källor |
| ----------------------------- | ---- | ------- | --------------------------------------------- | -------------------------------------------------------------- | --- | ------ |
| Dagobert I                    |      |         | Kung över alla franker 632 vid Chilperiks död | 634 då hans son Sigibert III utnämndes till kung av Austrasien |     |        |
| Namn Svenska · Modern franska | Bild | Födelse | Tillträde                                     | Frånträde                                                      | Död | Källor |

634 utnämnde Dagobert I sin son Sigibert III till kung av Austrasien. Själv var han fortsatt kung av Neustrien och Burgund till sin död 639. Delningen fortsatte sedan i ytterligare 40 år, innan riket på nytt enades 679.
| Neustrien & Burgund | Neustrien & Burgund | Neustrien & Burgund                                    | Neustrien & Burgund                                                 | Neustrien & Burgund                                     | Neustrien & Burgund                            | Austrasien | Austrasien                                                      | Austrasien                                             | Austrasien                               | Austrasien     | Austrasien     |
| Namn Svenska · Modern franska | Bild | Födelse                                                | Tillträde                                                           | Frånträde                                               | Död                                            | Namn Svenska · Modern franska | Bild                                                            | Födelse                                                | Tillträde                                | Frånträde      | Död            |
| --- | --- | ------------------------------------------------------ | ------------------------------------------------------------------- | ------------------------------------------------------- | ---------------------------------------------- | --- | --------------------------------------------------------------- | ------------------------------------------------------ | ---------------------------------------- | -------------- | -------------- |
| Dagobert I | |                                                        | Kung 634 då hans son Sigibert III utnämndes till kung av Austrasien | 19 januari 639                                          | 19 januari 639                                 | Sigibert III Sigebert III | Sigibert III:s dop                                              | 630 son till Dagobert I och Ragnetrud                  | Kung 634 då han utnämndes av sin far     | 1 februari 656 | 1 februari 656 |
| Klodvig II (den late) Clovis I le Fainéant | Porträtt av Klodvig II på en medalj från 1720                                                                                      | 634, 635 eller 637 son till Dagobert I och Nantilda    | Kung 19 januari 639 vid Dagobert I:s död                            | 31 oktober 657                                          | 31 oktober 657                                 | Sigibert III Sigebert III | Sigibert III:s dop                                              | 630 son till Dagobert I och Ragnetrud                  | Kung 634 då han utnämndes av sin far     | 1 februari 656 | 1 februari 656 |
| Klodvig II (den late) Clovis I le Fainéant | Porträtt av Klodvig II på en medalj från 1720                                                                                      | 634, 635 eller 637 son till Dagobert I och Nantilda    | Kung 19 januari 639 vid Dagobert I:s död                            | 31 oktober 657                                          | 31 oktober 657                                 | Childebert den adopterade Childebert III l'Adopté | Mynt präglat under Childeberts tid med hans stiliserade bild på | Omkring 650 möjligen adoptivson till Sigibert III      | Kung våren 656 efter Sigibert III:s död  | 662            | 662            |
| Chlothar III Clotaire III | Porträtt av Chlothar III på en medalj från 1720                                                                                    | Omkring 652 son till Klodvig II och Balthild           | Kung hösten 657 efter Klodvig II:s död                              | 673                                                     | 673                                            | Childebert den adopterade Childebert III l'Adopté | Mynt präglat under Childeberts tid med hans stiliserade bild på | Omkring 650 möjligen adoptivson till Sigibert III      | Kung våren 656 efter Sigibert III:s död  | 662            | 662            |
| Chlothar III Clotaire III | Porträtt av Chlothar III på en medalj från 1720                                                                                    | Omkring 652 son till Klodvig II och Balthild           | Kung hösten 657 efter Klodvig II:s död                              | 673                                                     | 673                                            | Vid Childebert den adopterades död övertogs Austrasien tillfälligt av Chlothar III, som alltså för en kort tid var kung över hela Frankerriket. Redan samma år gav han dock Austrasien till sin bror Childerik II. |                                                                 |                                                        |                                          |                |                |
| Chlothar III Clotaire III | Porträtt av Chlothar III på en medalj från 1720                                                                                    | Omkring 652 son till Klodvig II och Balthild           | Kung hösten 657 efter Klodvig II:s död                              | 673                                                     | 673                                            | Childerik II Childéric II |                                                                 | Omkring 653 eller 655 son till Klodvig II och Balthild | Kung 662 då Chlothar III gav honom riket | 675            | 675            |
| Vid Chlothar III:s död övertogs Neustrien och Burgund tillfälligt av Childerik II, som 673–675 alltså var kung över hela Frankerriket. Efter hans död delades riket dock på nytt mellan hans bror Theoderik III och brorson Klodvig III. | |                                                        |                                                                     |                                                         |                                                | Childerik II Childéric II |                                                                 | Omkring 653 eller 655 son till Klodvig II och Balthild | Kung 662 då Chlothar III gav honom riket | 675            | 675            |
| Theoderik III Thierry III | | Omkring 652 eller 657 son till Klodvig II och Balthild | Kung 675 efter Childerik II:s död                                   | 23 december 679 då han blev kung över hela Frankerriket |                                                | Klodvig III Clovis III | Porträtt av Klodvig III på en medalj från 1720                  | Omkring 670 son till Chlothar III eller Theoderik III  | Kung 675 efter Childerik II:s död        | 676            | 676            |
| Theoderik III Thierry III | Dagobert II | Omkring 652 eller 657 son till Klodvig II och Balthild | Kung 675 efter Childerik II:s död                                   | 23 december 679 då han blev kung över hela Frankerriket | Porträtt av Dagobert II på en medalj från 1720 | Omkring 650 eller 652 son till Sigibert III och möjligen Chimnechilda | Kung 676 vid Klodvig III:s död                                  | 23 december 679 i Mouzay                               | 23 december 679 i Mouzay                 |                |                |
| Theoderik III Thierry III | Vid Dagobert II:s död övertogs Austrasien av Theoderik III av Neustrasien och Burgund, som därmed enade hela Frankerriket på nytt. | Omkring 652 eller 657 son till Klodvig II och Balthild | Kung 675 efter Childerik II:s död                                   | 23 december 679 då han blev kung över hela Frankerriket |                                                | |                                                                 |                                                        |                                          |                |                |
| Namn Svenska · Modern franska | Bild | Födelse                                                | Tillträde                                                           | Frånträde                                               | Död                                            | Namn Svenska · Modern franska | Bild                                                            | Födelse                                                | Tillträde                                | Frånträde      | Död            |
| Neustrien & Burgund | Neustrien & Burgund | Neustrien & Burgund                                    | Neustrien & Burgund                                                 | Neustrien & Burgund                                     | Neustrien & Burgund                            | Austrasien | Austrasien                                                      | Austrasien                                             | Austrasien                               | Austrasien     | Austrasien     |

Theoderik III erkändes 679 som kung över alla franker. Därefter förblev riket enat fram till 715, då det tillfälligt delades;  Chilperik II tog över tronen efter sin far Dagobert III, samtidigt som Chlothar IV utropade sig till kung av Austrasien.
| Namn Svenska · Modern franska                        | Bild                                                                 | Födelse                                                    | Tillträde                                                    | Frånträde       | Död             | Källor |
| ---------------------------------------------------- | -------------------------------------------------------------------- | ---------------------------------------------------------- | ------------------------------------------------------------ | --------------- | --------------- | ------ |
| Theoderik III Thierry III                            |                                                                      |                                                            | Kung över alla franker 23 december 679 vid Dagobert II:s död | 12 april 691    | 12 april 691    |        |
| Klodvig IV Clovis IV                                 | Målning av Klodvig III från 1838                                     | Omkring 680 eller 682 son till Theoderik III och Clothilda | Kung 691 efter Theoderik III:s död                           | 695             | 695             |        |
| Childebert III (den rättvise) Childebert IV le Juste | Mynt präglat under Childebert III:s tid med hans stiliserade bild på | Omkring 683 son till Theoderik III och Clothilda           | Kung 695 efter Klodvig IV:s död                              | 23 april 711    | 23 april 711    |        |
| Dagobert III                                         | Porträtt av Dagobert III på en medalj från 1720                      | Omkring 699 son till Childebert III                        | Kung 23 april 711 vid Childebert III:s död                   | 31 december 715 | 31 december 715 |        |
| Namn Svenska · Modern franska                        | Bild                                                                 | Födelse                                                    | Tillträde                                                    | Frånträde       | Död             | Källor |

715 utropade sig Chlothar IV till kung av Austrasien, vilket tillfälligt delade riket. Efter Chlothars död 719 enades riket på nytt under Chilperik II.
| Neustrien & Burgund           | Neustrien & Burgund                             | Neustrien & Burgund                                              | Neustrien & Burgund                         | Neustrien & Burgund       | Neustrien & Burgund | Austrasien                    | Austrasien | Austrasien                                  | Austrasien                                  | Austrasien | Austrasien |
| Namn Svenska · Modern franska | Bild                                            | Födelse                                                          | Tillträde                                   | Frånträde                 | Död                 | Namn Svenska · Modern franska | Bild       | Födelse                                     | Tillträde                                   | Frånträde  | Död        |
| ----------------------------- | ----------------------------------------------- | ---------------------------------------------------------------- | ------------------------------------------- | ------------------------- | ------------------- | ----------------------------- | ---------- | ------------------------------------------- | ------------------------------------------- | ---------- | ---------- |
| Chilperik II Chilpéric II     | Porträtt av Chilperik II på en medalj från 1720 | Omkring 670 eller 671 son till Childerik II eller Childebert III | Kung 31 december 715 vid Dagobert III:s död | 719 vid Chlothar IV:s död |                     | Chlothar IV Clotaire IV       |            | Omkring 685 möjligen son till Theoderik III | Kung 31 december 715 vid Dagobert III:s död | 719        | 719        |
| Namn Svenska · Modern franska | Bild                                            | Födelse                                                          | Tillträde                                   | Frånträde                 | Död                 | Namn Svenska · Modern franska | Bild       | Födelse                                     | Tillträde                                   | Frånträde  | Död        |
| Neustrien & Burgund           | Neustrien & Burgund                             | Neustrien & Burgund                                              | Neustrien & Burgund                         | Neustrien & Burgund       | Neustrien & Burgund | Austrasien                    | Austrasien | Austrasien                                  | Austrasien                                  | Austrasien | Austrasien |

Efter Chlothar IV:s död 719 enades riket på nytt under Chilperik II och förblev så i nära 50 år, fram till 768, då nya tronstrider utbröt. Vid Theoderik IV:s död 737 kom tronen att stå tom i sex år, fram till 743, då Pippin den lille lät installera Childerik III som den siste merovingerkungen. Han blev avsatt av Pippin i november 751 och istället kröntes då Pippin till frankisk kung och blev därmed den förste kungen av den karolingiska ätten.
| Namn Svenska · Modern franska | Bild                                                        | Födelse                                          | Tillträde                               | Frånträde                               | Död                                           | Källor |
| ----------------------------- | ----------------------------------------------------------- | ------------------------------------------------ | --------------------------------------- | --------------------------------------- | --------------------------------------------- | ------ |
| Chilperik II Chilpéric II     | Porträtt av Chilperik II på en medalj från 1720             |                                                  | Kung 719 vid Chlothar IV:s död          | 13 februari 721                         | 13 februari 721                               |        |
| Theoderik IV Thierry IV       | Porträtt av Theoderik IV på en medalj från 1720             | 713 son till Dagobert III                        | Kung våren 721 efter Chilperik II:s död | 16 mars eller 30 april 737              | 16 mars eller 30 april 737                    |        |
| Sex års interregnum 737–743   |                                                             |                                                  |                                         |                                         |                                               |        |
| Childerik III Childéric III   | Porträtt av Childerik III på ett minnesmynt från 1700-talet | Omkring 714, 717 eller 720 son till Chilperik II | Kung 743 efter sex års interregnum      | November 751 avsatt av Pippin den lille | Omkring 754 eller 755 i klostret Saint-Bertin |        |
| Namn Svenska · Modern franska | Bild                                                        | Födelse                                          | Tillträde                               | Frånträde                               | Död                                           | Källor |

## Karolingerna
Karolingerna var ursprungligen maior domus (rikshovmästare) under merovingerna, men kom till makten då Childerik III avsattes och Pippin den lille kröntes till kung av påven Zacharias i mars 752. Vid Pippins död 768 delades riket mellan hans båda söner Karloman och Karl.
| Namn Svenska · Modern franska  | Bild                                   | Födelse                                       | Tillträde                                          | Frånträde                                    | Död                                          | Källor |
| ------------------------------ | -------------------------------------- | --------------------------------------------- | -------------------------------------------------- | -------------------------------------------- | -------------------------------------------- | ------ |
| Pippin den lille Pépin le Bref | Porträtt av Pippin den lille från 1837 | 715 son till Karl Martell och Rotrud av Trier | Kung i november 751 vid Childerik III:s avsättning | 24 september 768 i klosterkyrkan Saint-Denis | 24 september 768 i klosterkyrkan Saint-Denis |        |
| Namn Svenska · Modern franska  | Bild                                   | Födelse                                       | Tillträde                                          | Frånträde                                    | Död                                          | Källor |

Vid Pippin den lilles död 768 delades riket mellan hans söner Karloman och Karl. Karloman avled dock redan 771, varvid Karl tog över hans delar och därmed åter enade riket.
| Burgund, Alemannien och södra Austrasien | Burgund, Alemannien och södra Austrasien | Burgund, Alemannien och södra Austrasien                   | Burgund, Alemannien och södra Austrasien       | Burgund, Alemannien och södra Austrasien | Burgund, Alemannien och södra Austrasien | Neustrien, Akvitanien och norra Austrasien | Neustrien, Akvitanien och norra Austrasien                   | Neustrien, Akvitanien och norra Austrasien                                    | Neustrien, Akvitanien och norra Austrasien     | Neustrien, Akvitanien och norra Austrasien | Neustrien, Akvitanien och norra Austrasien |
| Namn Svenska · Modern franska            | Bild                                     | Födelse                                                    | Tillträde                                      | Frånträde                                | Död                                      | Namn Svenska · Modern franska              | Bild                                                         | Födelse                                                                       | Tillträde                                      | Frånträde                                  | Död                                        |
| ---------------------------------------- | ---------------------------------------- | ---------------------------------------------------------- | ---------------------------------------------- | ---------------------------------------- | ---------------------------------------- | ------------------------------------------ | ------------------------------------------------------------ | ----------------------------------------------------------------------------- | ---------------------------------------------- | ------------------------------------------ | ------------------------------------------ |
| Karloman I Carloman I                    |                                          | 28 juni 751 son till Pippin den lille och Bertrada av Laon | Kung 9 oktober 768 efter Pippin den lilles död | 4 december 771 i Samoussy                | 4 december 771 i Samoussy                | Karl den store Charlemagne                 | Karl den store på en tavla av Albrecht Dürer från 1500-talet | Möjligtvis 2 april 742 i Liège son till Pippin den lille och Bertrada av Laon | Kung 9 oktober 768 efter Pippin den lilles död | 4 december 771 vid Karloman I:s död        |                                            |
| Namn Svenska · Modern franska            | Bild                                     | Födelse                                                    | Tillträde                                      | Frånträde                                | Död                                      | Namn Svenska · Modern franska              | Bild                                                         | Födelse                                                                       | Tillträde                                      | Frånträde                                  | Död                                        |
| Burgund, Alemannien och södra Austrasien | Burgund, Alemannien och södra Austrasien | Burgund, Alemannien och södra Austrasien                   | Burgund, Alemannien och södra Austrasien       | Burgund, Alemannien och södra Austrasien | Burgund, Alemannien och södra Austrasien | Neustrien, Akvitanien och norra Austrasien | Neustrien, Akvitanien och norra Austrasien                   | Neustrien, Akvitanien och norra Austrasien                                    | Neustrien, Akvitanien och norra Austrasien     | Neustrien, Akvitanien och norra Austrasien | Neustrien, Akvitanien och norra Austrasien |

Vid Karloman I:s död 771 övertogs hans del av riket av brodern Karl den store, som därmed ånyo enade det. Det förblev sedan enat fram till 843, då det delades i tre delar genom fördraget i Verdun. 800 kröntes Karl den store också till romersk kejsare av påven. Med denna handling ville man försöka återupprätta det romerska riket, men efter delningen 843 var det den östra delen, som titeln kom att kvarstå i och så småningom utvecklas till att bli tysk-romersk kejsare över det tysk-romerska riket. Den västra delen kom sedermera att bli Frankrike, medan den mittersta så småningom delades mellan dem.
| Namn Svenska · Modern franska                                       | Bild                                                         | Födelse                                               | Tillträde | Frånträde                        | Död                              | Källor |
| ------------------------------------------------------------------- | ------------------------------------------------------------ | ----------------------------------------------------- | --- | -------------------------------- | -------------------------------- | ------ |
| Karl den store Charlemagne                                          | Karl den store på en tavla av Albrecht Dürer från 1500-talet |                                                       | Kung 4 december 771 vid Karloman I:s död Romersk kejsare 25 december 800                                     | 28 januari 814 i Aachen          | 28 januari 814 i Aachen          |        |
| Ludvig den fromme (även den älskvärde) Louis le Pieux/le Débonnaire | Porträtt av Ludvig den fromme från 1837                      | 778 son till Karl den store och Hildegard av Vinzgouw | Medregent till Karl den store 11 september 813 Ensam kung och kejsare 28 januari 814 vid Karl den stores död | 20 juni 840 i Ingelheim am Rhein | 20 juni 840 i Ingelheim am Rhein |        |
| Namn Svenska · Modern franska                                       | Bild                                                         | Födelse                                               | Tillträde | Frånträde                        | Död                              | Källor |

Ludvig den fromme lät genomföra många delningar av sitt kejsardöme under sin livstid. Den sista delningen, genomförd i Worms 838, gjorde Karl den skallige till tronarvinge i väst, inklusive Akvitanien, och Lothar till tronarvinge i öst, inklusive Italien, men exklusive Bayern, som lämnades till Ludvig den tyske. Efter kejsarens död 840 utbröt dock ett inbördeskrig i riket, vilket varade i tre år. Det frankiska kungariket delades sedan genom fördraget i Verdun 843. Lothar fick behålla sin kejsartitel och sitt kungadöme i Italien samt fick överta det nyskapade kungariket Mellanfrankiska riket, en landkorridor från Italien till Nordsjön, vilket inkluderade Nederländerna, Rhenlandet (inklusive Aachen), Burgund och Provence. Karl bekräftades i Akvitanien, där Pippin I:s son Pippin II var motkonung mot honom, och erhöll Västfrankiska riket (nuvarande Frankrike), landområdena väster om Lothars rike. Ludvig den tyske bekräftades i Bayern och erhöll Östfrankiska riket (nuvarande Tyskland), landområdena öster om Lothars rike. Kejsartiteln kom att växla mellan de olika rikena innan den i mitten av 900-talet stannade i det Östfrankiska riket, som sedermera blev Tysk-romerska riket.
| Västfrankiska riket (sedermera Frankrike) | Västfrankiska riket (sedermera Frankrike) | Västfrankiska riket (sedermera Frankrike)                                                                                                   | Västfrankiska riket (sedermera Frankrike)                                                                                               | Västfrankiska riket (sedermera Frankrike)                                                                                               | Västfrankiska riket (sedermera Frankrike)                                                                                               | Mellanfrankiska riket (Lotharingia) | Mellanfrankiska riket (Lotharingia) | Mellanfrankiska riket (Lotharingia) | Mellanfrankiska riket (Lotharingia) | Mellanfrankiska riket (Lotharingia) | Mellanfrankiska riket (Lotharingia) | Östfrankiska riket (sedermera Tysk-romerska riket)                                                                                                  | Östfrankiska riket (sedermera Tysk-romerska riket)                                                                                                  | Östfrankiska riket (sedermera Tysk-romerska riket) | Östfrankiska riket (sedermera Tysk-romerska riket) | Östfrankiska riket (sedermera Tysk-romerska riket) | Östfrankiska riket (sedermera Tysk-romerska riket) |
| Namn Svenska · Modern franska             | Bild | Födelse | Tillträde | Frånträde | Död | Namn Svenska · Modern franska | Bild | Födelse | Tillträde | Frånträde | Död | Namn Svenska · Modern franska | Bild | Födelse | Tillträde | Frånträde                                          | Död                                                |
| ----------------------------------------- | --- | --- | --- | --- | --- | --- | --- | --- | --- | --- | --- | --- | --- | --- | --- | -------------------------------------------------- | -------------------------------------------------- |
| Karl den skallige Charles II le Chauve    | | 13 juni 823 son till Ludvig den fromme och Judith av Bayern                                                                                 | Kung 11 augusti 843 genom fördraget i Verdun Kejsare 25 december 875 efter Ludvig II:s död                                              | 6 oktober 877 i Avrieux | 6 oktober 877 i Avrieux | Lothar I Lothaire I | | 795 i Liège son till Ludvig den fromme och Ermengard av Hesbaye                                                                            | Medkejsare till Ludvig den fromme 817 Ensam kejsare 20 juni 840 vid Ludvig den frommes död Kung 11 augusti 843 genom fördraget i Verdun    | 29 september 855 i Prüm | 29 september 855 i Prüm | Ludvig den tyske Louis II de Germanie | Ludvig den tyskes sigill | Omkring 805 eller 806 son till Ludvig den fromme och Ermengard av Hesbaye | Kung 11 augusti 843 genom fördraget i Verdun | 28 augusti 876 i Frankfurt am Main                 | 28 augusti 876 i Frankfurt am Main                 |
| Karl den skallige Charles II le Chauve    | Efter Lothar I:s död delades hans rike mellan hans tre söner. Denna delning kom att bestå och Mellanfrankiska riket återförenades inte.                                                 | Efter Lothar I:s död delades hans rike mellan hans tre söner. Denna delning kom att bestå och Mellanfrankiska riket återförenades inte.     | Efter Lothar I:s död delades hans rike mellan hans tre söner. Denna delning kom att bestå och Mellanfrankiska riket återförenades inte. | Efter Lothar I:s död delades hans rike mellan hans tre söner. Denna delning kom att bestå och Mellanfrankiska riket återförenades inte. | Efter Lothar I:s död delades hans rike mellan hans tre söner. Denna delning kom att bestå och Mellanfrankiska riket återförenades inte. | Efter Lothar I:s död delades hans rike mellan hans tre söner. Denna delning kom att bestå och Mellanfrankiska riket återförenades inte.          | Ludvig delade sitt rike mellan sina tre söner, men 882 hade riket åter enats under den yngste, Karl den tjocke.                                  | Ludvig delade sitt rike mellan sina tre söner, men 882 hade riket åter enats under den yngste, Karl den tjocke.                            | Ludvig delade sitt rike mellan sina tre söner, men 882 hade riket åter enats under den yngste, Karl den tjocke.                            | Ludvig delade sitt rike mellan sina tre söner, men 882 hade riket åter enats under den yngste, Karl den tjocke. | Ludvig delade sitt rike mellan sina tre söner, men 882 hade riket åter enats under den yngste, Karl den tjocke. | Ludvig delade sitt rike mellan sina tre söner, men 882 hade riket åter enats under den yngste, Karl den tjocke.                                     | | | |                                                    |                                                    |
| Karl den skallige Charles II le Chauve    | Ludvig II (Louis II) hade redan 839 blivit kung av Italien och förblev så till sin död 875. Vid faderns död blev han också romersk kejsare.                                             | Ludvig II (Louis II) hade redan 839 blivit kung av Italien och förblev så till sin död 875. Vid faderns död blev han också romersk kejsare. | Kung 11 augusti 843 genom fördraget i Verdun Kejsare 25 december 875 efter Ludvig II:s död                                              | 6 oktober 877 i Avrieux | 6 oktober 877 i Avrieux | Lothar II (Lothaire II) tilldelades den norra halvan av riket (som efter honom kom att kallas Lotharingia) och blev därmed hertig av Lothringen. | Lothar II (Lothaire II) tilldelades den norra halvan av riket (som efter honom kom att kallas Lotharingia) och blev därmed hertig av Lothringen. | Karl (Charles) tilldelades södra halvan av riket (utom Italien), vilket inkluderade Burgund och Provence, och blev därmed kung av Burgund. | Karl (Charles) tilldelades södra halvan av riket (utom Italien), vilket inkluderade Burgund och Provence, och blev därmed kung av Burgund. | Karloman (Carloman) hade redan 864 blivit medregent till sin far i Bayern och förblev så till sin död 880. Vid Karl den skalliges död 877 blev han också kung av Italien, en titel han dock fick lämna ifrån sig till brodern Karl den tjocke 879. | Karloman (Carloman) hade redan 864 blivit medregent till sin far i Bayern och förblev så till sin död 880. Vid Karl den skalliges död 877 blev han också kung av Italien, en titel han dock fick lämna ifrån sig till brodern Karl den tjocke 879. | Ludvig den yngre (Louis le Jeune) blev vid faderns död kung av Sachsen, Franken och Thüringen. 880 övertog han också Bayern från sin bror Karloman. | Ludvig den yngre (Louis le Jeune) blev vid faderns död kung av Sachsen, Franken och Thüringen. 880 övertog han också Bayern från sin bror Karloman. | Karl den tjocke (Charles III le Gros) blev vid faderns död kung av Schwaben, Alemannien och Raetien. 879 övertog han Italien från brodern Karloman och vid Ludvig den yngres död 882 resten av Östfrankiska riket. 881 blev han också kejsare. | Karl den tjocke (Charles III le Gros) blev vid faderns död kung av Schwaben, Alemannien och Raetien. 879 övertog han Italien från brodern Karloman och vid Ludvig den yngres död 882 resten av Östfrankiska riket. 881 blev han också kejsare. |                                                    |                                                    |
| Ludvig den stammande Louis II le Bègue    | | 1 november 846 son till Karl den skallige och Ermentrude av Orléans                                                                         | Kung 6 oktober 877 vid Karl den skalliges död                                                                                           | 10 april 879 i Compiègne | 10 april 879 i Compiègne | | | | | | | Ludvig den yngre (Louis le Jeune) blev vid faderns död kung av Sachsen, Franken och Thüringen. 880 övertog han också Bayern från sin bror Karloman. | Ludvig den yngre (Louis le Jeune) blev vid faderns död kung av Sachsen, Franken och Thüringen. 880 övertog han också Bayern från sin bror Karloman. | Karl den tjocke (Charles III le Gros) blev vid faderns död kung av Schwaben, Alemannien och Raetien. 879 övertog han Italien från brodern Karloman och vid Ludvig den yngres död 882 resten av Östfrankiska riket. 881 blev han också kejsare. | Karl den tjocke (Charles III le Gros) blev vid faderns död kung av Schwaben, Alemannien och Raetien. 879 övertog han Italien från brodern Karloman och vid Ludvig den yngres död 882 resten av Östfrankiska riket. 881 blev han också kejsare. |                                                    |                                                    |
| Ludvig III Louis III                      | Ludvig III och Karloman II | Omkring 863 eller 865 son till Ludvig den stammande och Ansgard av Burgund                                                                  | Kung och samregent med brodern Karloman II 10 april 879 vid Ludvig den stammandes död                                                   | 5 augusti 882 i klosterkyrkan i Saint-Denis                                                                                             | 5 augusti 882 i klosterkyrkan i Saint-Denis                                                                                             | | | | | | | Ludvig den yngre (Louis le Jeune) blev vid faderns död kung av Sachsen, Franken och Thüringen. 880 övertog han också Bayern från sin bror Karloman. | Ludvig den yngre (Louis le Jeune) blev vid faderns död kung av Sachsen, Franken och Thüringen. 880 övertog han också Bayern från sin bror Karloman. | Karl den tjocke (Charles III le Gros) blev vid faderns död kung av Schwaben, Alemannien och Raetien. 879 övertog han Italien från brodern Karloman och vid Ludvig den yngres död 882 resten av Östfrankiska riket. 881 blev han också kejsare. | Karl den tjocke (Charles III le Gros) blev vid faderns död kung av Schwaben, Alemannien och Raetien. 879 övertog han Italien från brodern Karloman och vid Ludvig den yngres död 882 resten av Östfrankiska riket. 881 blev han också kejsare. |                                                    |                                                    |
| Karloman II Carloman II                   | Ludvig III och Karloman II | Omkring 867 son till Ludvig den stammande och Ansgard av Burgund                                                                            | Kung och samregent med brodern Ludvig III 11 april 879 vid Ludvig den stammandes död                                                    | 6 eller 12 december 884 i Lyons-la-Forêt                                                                                                | 6 eller 12 december 884 i Lyons-la-Forêt                                                                                                | | | | | | | Ludvig den yngre (Louis le Jeune) blev vid faderns död kung av Sachsen, Franken och Thüringen. 880 övertog han också Bayern från sin bror Karloman. | Ludvig den yngre (Louis le Jeune) blev vid faderns död kung av Sachsen, Franken och Thüringen. 880 övertog han också Bayern från sin bror Karloman. | Karl den tjocke (Charles III le Gros) blev vid faderns död kung av Schwaben, Alemannien och Raetien. 879 övertog han Italien från brodern Karloman och vid Ludvig den yngres död 882 resten av Östfrankiska riket. 881 blev han också kejsare. | Karl den tjocke (Charles III le Gros) blev vid faderns död kung av Schwaben, Alemannien och Raetien. 879 övertog han Italien från brodern Karloman och vid Ludvig den yngres död 882 resten av Östfrankiska riket. 881 blev han också kejsare. |                                                    |                                                    |
| Karloman II Carloman II                   | Ludvig III och Karloman II | Omkring 867 son till Ludvig den stammande och Ansgard av Burgund                                                                            | Kung och samregent med brodern Ludvig III 11 april 879 vid Ludvig den stammandes död                                                    | 6 eller 12 december 884 i Lyons-la-Forêt                                                                                                | 6 eller 12 december 884 i Lyons-la-Forêt                                                                                                | Karl den tjocke Charles III le Gros | | 839 son till Ludvig den tyske och Emma av Altdorf                                                                                          | Kung över hela Östfrankiska riket 20 januari 882 vid brodern Ludvig den yngres död                                                         | November 887 avsatt av sin brorson Arnulf av Kärnten | 13 januari 888 i Neudingen | | | | |                                                    |                                                    |
| Karl den tjocke Charles III le Gros       | | 839 son till Ludvig den tyske och Emma av Altdorf                                                                                           | Kung i december 884 vid Karloman II:s död                                                                                               | 13 januari 888 i Neudingen | 13 januari 888 i Neudingen | Karl den tjocke Charles III le Gros | | 839 son till Ludvig den tyske och Emma av Altdorf                                                                                          | Kung över hela Östfrankiska riket 20 januari 882 vid brodern Ludvig den yngres död                                                         | November 887 avsatt av sin brorson Arnulf av Kärnten | 13 januari 888 i Neudingen | | | | |                                                    |                                                    |
| Odo Eudes                                 | | Efter 852 son till Robert den starke | Kung 29 februari 888 efter Karl den tjockes död                                                                                         | 1 januari 898 i La Fère | 1 januari 898 i La Fère | Arnulf av Kärnten Arnulf de Carinthie | | Omkring 850 son till Karloman av Bayern och Liutswind                                                                                      | Kung i november 887 vid Karl den tjockes avsättning                                                                                        | 8 december 899 i Bayern | 8 december 899 i Bayern | | | | |                                                    |                                                    |
| Karl den enfaldige Charles III le Simple  | | 17 september 879 son till Ludvig den stammande och Adelaide av Paris                                                                        | Kung 1 januari 898 vid Odos död | 30 juni 922 avsatt av Robert I | 7 oktober 929 i Péronne | Ludvig barnet Louis VI l'Enfant | | Omkring september eller oktober 893 i Altötting i Bayern son till Arnulf av Kärnten och Uta                                                | Kung 4 februari 900 efter Arnulfs av Kärnten död                                                                                           | 20 eller 24 september 911 i Frankfurt am Main | 20 eller 24 september 911 i Frankfurt am Main | | | | |                                                    |                                                    |
| Karl den enfaldige Charles III le Simple  | Ludvig barnet blev den siste frankiske kungen av Östfrankiska riket. Han efterträddes av Konrad I och därefter de sachsiska ottonska kungarna. Dessa blev sedermera kungar av Tyskland. | 17 september 879 son till Ludvig den stammande och Adelaide av Paris                                                                        | Kung 1 januari 898 vid Odos död | 30 juni 922 avsatt av Robert I | 7 oktober 929 i Péronne | | | | | | | | | | |                                                    |                                                    |
| Namn Svenska · Modern franska             | Bild | Födelse | Tillträde | Frånträde | Död | Namn Svenska · Modern franska | Bild | Födelse | Tillträde | Frånträde | Död | Namn Svenska · Modern franska | Bild | Födelse | Tillträde | Frånträde                                          | Död                                                |
| Västfrankiska riket                       | Västfrankiska riket | Västfrankiska riket | Västfrankiska riket | Västfrankiska riket | Västfrankiska riket | Mellanfrankiska riket (Lotharingia) | Mellanfrankiska riket (Lotharingia) | Mellanfrankiska riket (Lotharingia) | Mellanfrankiska riket (Lotharingia) | Mellanfrankiska riket (Lotharingia) | Mellanfrankiska riket (Lotharingia) | Östfrankiska riket | Östfrankiska riket | Östfrankiska riket | Östfrankiska riket | Östfrankiska riket                                 | Östfrankiska riket                                 |

Efter Ludvig barnets död 911 var Västfrankiska riket det enda kvarvarande riket, som styrdes av frankiska kungar, fortfarande av den karolingiska ätten (även om Odo, Robert I och Rudolf var av den konkurrerande robertingska ätten). Karolingerna förblev på tronen fram till 987, då Hugo Capet blev den förste kungen av den capetingska ätten och den förste kungen av Frankrike.
| Namn Svenska · Modern franska                     | Bild                               | Födelse                                                                             | Tillträde                                                    | Frånträde                    | Död                          | Källor |
| ------------------------------------------------- | ---------------------------------- | ----------------------------------------------------------------------------------- | ------------------------------------------------------------ | ---------------------------- | ---------------------------- | ------ |
| Robert I                                          |                                    | 15 augusti 860, 865 eller 866 son till Robert den starke och Adelaide av Tours      | Kung 30 juni 922 vid Karl den enfaldiges avsättning          | 15 juni 923 i Soissons       | 15 juni 923 i Soissons       |        |
| Rudolf Raoul                                      | Porträtt av Rudolf från 1400-talet | Omkring 890 son till Rikard II av Burgund och Adelaide av Burgund                   | Kung 13 juli 923 efter Robert I:s död                        | 15 januari 936 i Auxerre     | 15 januari 936 i Auxerre     |        |
| Ludvig från andra sidan havet Louis IV d'Outremer |                                    | 10 september 920 son till Karl den enfaldige och Eadgifu av Wessex                  | Kung 936 efter Rudolfs död                                   | 10 september 954 i Reims     | 10 september 954 i Reims     |        |
| Lothar Lothaire                                   |                                    | Slutet av 941 i Laon son till Ludvig från andra sidan havet och Gerberga av Sachsen | Kung 10 september 954 vid Ludvigs från andra sidan havet död | 2 mars 986 i Laon            | 2 mars 986 i Laon            |        |
| Ludvig lättingen Louis V le Fainéant              |                                    | Omkring 967 son till Lothar och Emma av Italien                                     | Kung 2 mars 986 vid Lothars död                              | 21 maj 987 i Compiègneskogen | 21 maj 987 i Compiègneskogen |        |
| Namn Svenska · Modern franska                     | Bild                               | Födelse                                                                             | Tillträde                                                    | Frånträde                    | Död                          | Källor |

Efter Ludvig lättingens död utsågs hans farbror Karl av nedre Lothringen till regent, men kyrkan framförde istället Hugo Capet som kandidat, då denne både var av kungligt blod och hade visat sig vara en skicklig militär. Därmed tog Hugo över tronen som den förste Capetingern och den förste kungen av Frankrike.